# Ten to Bluer
『Ten to Bluer』（テン・トゥ・ブルアー）は、雨宮天の4枚目のオリジナル・アルバム。2024年3月27日にMusicRay'nから発売された。

## リリース・マーケティング
2024年3月27日にMusicRay'nから発売された、雨宮のアーティストデビュー10周年を飾るアルバム。
Blu-ray付きの初回生産限定盤、前述のBlu-rayに加え目標達成カレンダーなどのグッズが多数同梱された完全生産限定盤、通常盤の3形態で販売された。初回生産限定盤と完全生産限定盤のBlu-rayにはリード曲「JACKPOT JOKER」のMusic Video（another ending ver.）とジャケット撮影・MV撮影のドキュメントに加え、「衝天」のジャケット撮影・MV撮影のドキュメント（long ver.）が収録されている。
タイトルは、雨宮がアーティスト活動10年を経て、未来に向けてさらに青く自分らしさを出していくという決意、そして雨宮（Ten）から雨宮を応援してくれている自身のファン・青き民（Bluer）への感謝の思いを込めて「Ten to Bluer」と名付けられた。新録6曲入りの全11曲を収録し、そのうち2曲は雨宮本人が作詞・作曲を手掛けた。

## 収録内容
リード曲は「JACKPOT JOKER」である。
「風燭のイデア」と「Dear Blue」は、雨宮が作詞・作曲を行っている。「風燭のイデア」は、「今後、雨宮に歌ってほしい・作ってほしい曲」という質問に対するファンからの「和ロック」というリクエストへ応えた楽曲である。「Dear Blue」は、「幾度となく訪れた心が折れそうになる瞬間を支えてくれたファン（青き民）に感謝を伝えるために、支えてくれたことで手にすることができた『作詞作曲』という手段を用いて感謝を伝えたい」と雨宮自身が制作した楽曲である。

### 収録曲
☆は、アルバム新曲。
| #   | タイトル                | 作詞               | 作曲                       | 編曲              | 時間 |
| --- | ----------------------- | ------------------ | -------------------------- | ----------------- | ---- |
| 1.  | 「Fireheart」(☆)        | 上坂梨紗           | 石黑剛、小久保祐希         | 石黑剛            | 4:05 |
| 2.  | 「BLUE BLUES」          | 雨宮天             | 雨宮天                     | 宮永治郎          | 3:40 |
| 3.  | 「衝天」                | 古屋真             | 伊藤翼                     |                   | 4:17 |
| 4.  | 「Love-Evidence」       | 上坂梨紗、西野蒟蒻 | Saku                       | Saku              | 3:26 |
| 5.  | 「mellow moment」(☆)    | 西野蒟蒻           | 涼木シンジ                 | 涼木シンジ        | 3:27 |
| 6.  | 「JACKPOT JOKER」(☆)    | 塩野海             | 塩野海                     | 塩野海            | 4:42 |
| 7.  | 「情熱のテ・アモ」      | 雨宮天             | 雨宮天                     | 宮永治郎          | 3:57 |
| 8.  | 「風燭のイデア」(☆)     | 雨宮天             | 雨宮天                     | 宮永治郎          | 3:30 |
| 9.  | 「the Game of Life」(☆) | 上坂梨紗           | 石黑剛、 Giz’Mo(from Jam9) | 石黑剛、ArmySlick | 3:47 |
| 10. | 「SOS」                 | 上坂梨紗           | 下野隼                     | 下野隼            | 4:10 |
| 11. | 「Dear Blue」(☆)        | 雨宮天             | 雨宮天                     | 荒幡亮平          | 4:59 |

### 特典映像
| #  | タイトル                                                         | 作詞 | 作曲・編曲 |
| -- | ---------------------------------------------------------------- | ---- | ---------- |
| 1. | 「JACKPOT JOKER MusicVideo（another ending ver.）」(Music Video) |      |            |
| 2. | 「Making of 衝天（long ver.）」                                  |      |            |
| 3. | 「Making of Ten to Bluer Jacket」                                |      |            |
| 4. | 「Making of JACKPOT JOKER」                                      |      |            |

## 演奏
- 雨宮天
  - Vocal
  - Background Vocal (#1-8.10)
- 石井悠也：Drums (#1.2.3.5.7.8)
- 二家本亮介：Bass (#1)
- 宮永治郎
  - Guitar (#1.2.7.8.9)
  - Programming (#2,7.8)
  - Mandolin (#7)
  - Bass, Piano (#8)
- 石黒剛：Keyboards & Programming (#1)
- 川添智久 (LINDBERG)：Bass (#2)
- 奥野翔太：Bass (#3)
- 花形真喜：Guitar (#3)
- 荒幡亮平：Piano (#3.11)
- 伊藤翼：Other Instruments & Programming (#3)
- okamu.：Bass (#4)
- Saku：Guitar & Programming (#4)
- 塩野海
  - Additional Programming (#4)
  - Guitar, Piano & Programming (#6)
- 芳井雅人：Bass (#5)
- 涼木シンジ：Guitar & Programming (#5)
- 藤林祐聖：Tenor Saxophone (#5)
- M!ho：Background Vocal (#5.9.11)
- 吉田太郎：Drums (#7)
- 中川量：Bass (#7)
- ArmySlick：Keyboards & Programming (#9)
- 大谷明久：Bass (#10)
- 下野隼：Guitar & Programming (#10)
- 比田井修：Drums (#11)
- 鈴木渉：Bass (#11)
- 伊平友樹：Guitar (#11)
- 城元絢花、浮村恵梨子：1st Violin (#11)
- 納富彩歌、亀井友莉：2nd Violin (#11)
- 島岡智子、飯野和英：Viola (#11)
- 村岡苑子：Cello (#11)

## チャート
| チャート                                | 最高 順位 | 出典  |
| --------------------------------------- | --------- | ----- |
| 日本・オリコン 週間CDアルバムランキング | 10        | [ 1 ] |
| Billboard Japan Hot Albums              | 11        | [ 6 ] |
| Billboard Japan Top Albums Sales        | 11        | [ 7 ] |